# Bartholomaeus Bruyn le Vieux
Pour les articles homonymes, voir Barthel Bruyn et Bruyn.
Bartholomäus Bruyn le Vieux ou Barthel Bruyn le Vieux (né à Cologne ou à Wesel en 1493 - mort en 1555 à Cologne) est un peintre allemand de la Renaissance.

## Biographie
Né en 1493 à Cologne, Barthel Bruyn travaille dans cette même ville dès 1515 et y produit de nombreuses œuvres. La Société des peintres de Cologne est constituée de « vingt-quatre » artistes : en 1519, Bruyn est l'un d'eux. Il se marie et a deux fils, Arnold et Bartholomaeus. Ces fils sont également tous deux peintres, mais c'est surtout Bartholomaeus, né vers 1530, qui est réputé diriger l'atelier qui exécute les commandes faites au maître.

## Œuvre
Les retables les plus connus exécutés par Barthel Bruyn le Vieux, ou par l'atelier dirigé par son fils Bartholomaeus Bruyn le Jeune, se trouvent à Essen (l'autel de l'cathédrale est achevé en 1525) et à Xanten (celui de l'église collégiale est réalisé entre 1529 et 1534). Bruyn peint également de nombreux portraits de bourgeois, commerçants et savants de Cologne.

### Œuvres

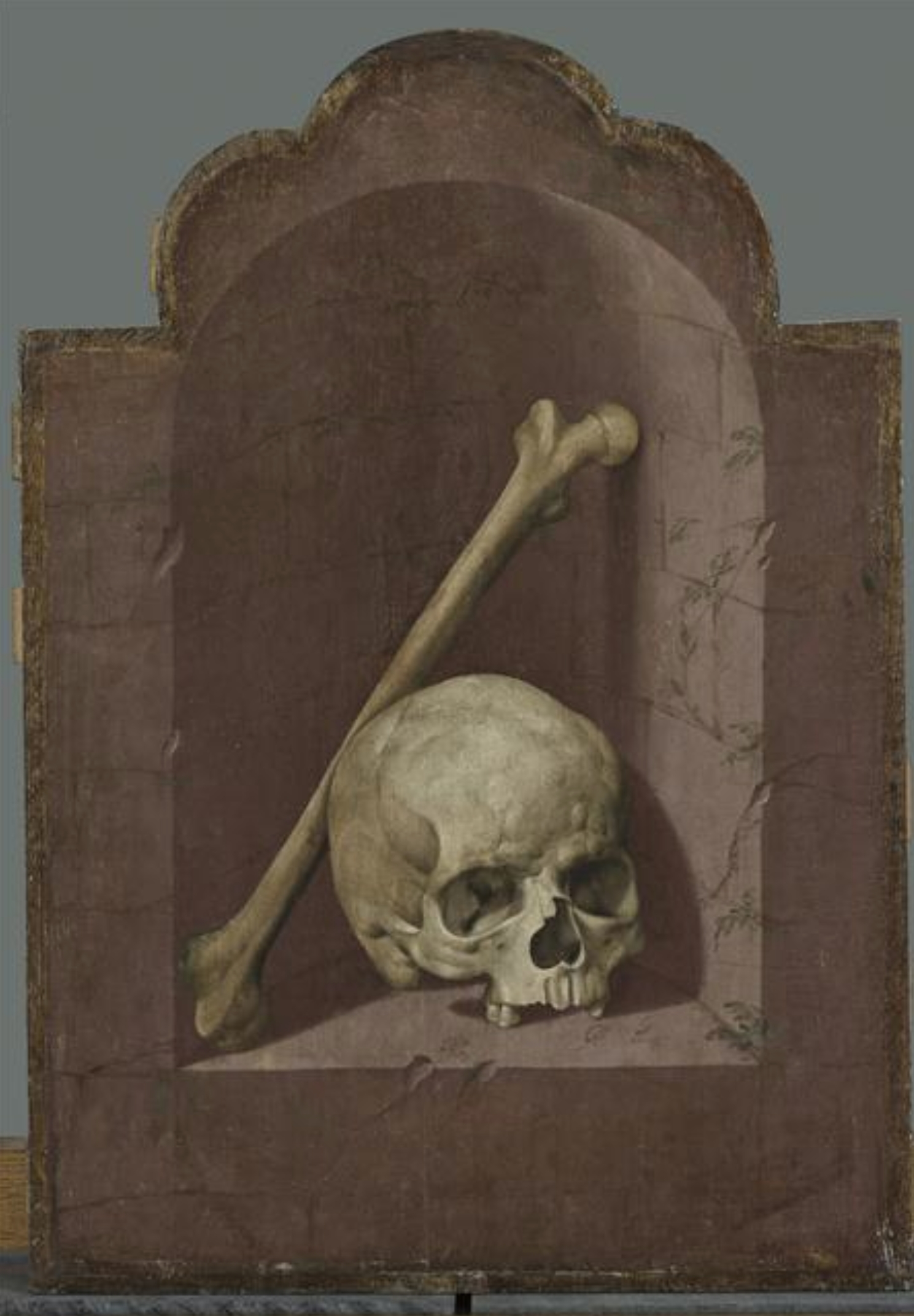
Crâne et fémur humain dans une niche. Palais des Beaux-Arts, Lille.

- Portrait de femme avec crâne et livre (1530-1535) bois, 45 × 36 cm, Musée Correr, Venise[3]
- Portrait de jeune fille (v. 1539), huile sur bois, 34,5 × 24 cm, Mauritshuis, La Haye
- Portrait d'homme (v. 1550), huile sur bois, 65 × 45,5 cm, Palais des beaux-arts, Lille,
- Vanité verso du précédent
- Portrait de femme (v. 1550), huile sur bois, Palais des beaux-arts, Lille,
- Crâne dans une niche, huile sur bois transposée sur huile, 37 × 30 cm, Musée de l'Ermitage, Saint-Pétersbourg.
- Crâne et fémur humain dans une niche, huile sur bois, Palais des Beaux-Arts, Lille.
- Portrait d'une dame, (1542), huile sur bois, 68 × 49 cm, Galleria Sabauda, Turin.
- Retable, (v.1523), cathédrale, Essen.
- Retable, (v.1531), cathédrale Saint-Victor, Xanten.
- Le Bourgmestre Peter von Heimbach, (1545), Wallraf-Richartz Museum, Cologne.
- Catherine de Bore, musée Condé, Chantilly
- Portrait d'homme, et Portrait de femme, musée des beaux-arts de Valenciennes
- Dame au Béguin blanc, musée Grobet-Labadié, Marseille
- Portrait d'homme, musée des beaux-arts de Lyon
- Portrait de femme,Musée national des beaux-arts d'Alger
- Saint Jérôme pénitent, musée de la Chartreuse, Douai
- Vanité (1524), huile sur bois, 61 x 51 cm, Kröller-Müller Museum, Otterlo

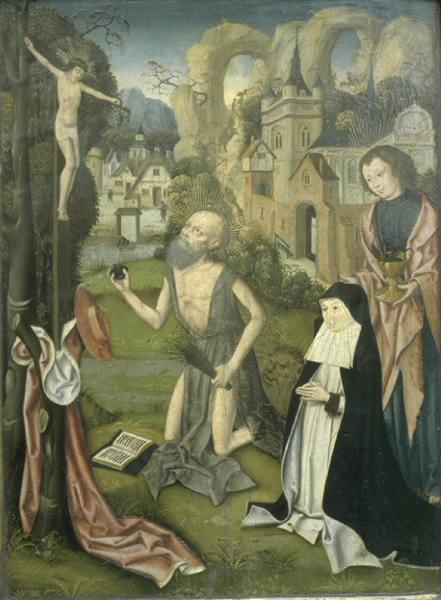
Saint Jérôme pénitent, musée de la Chartreuse, Douai.
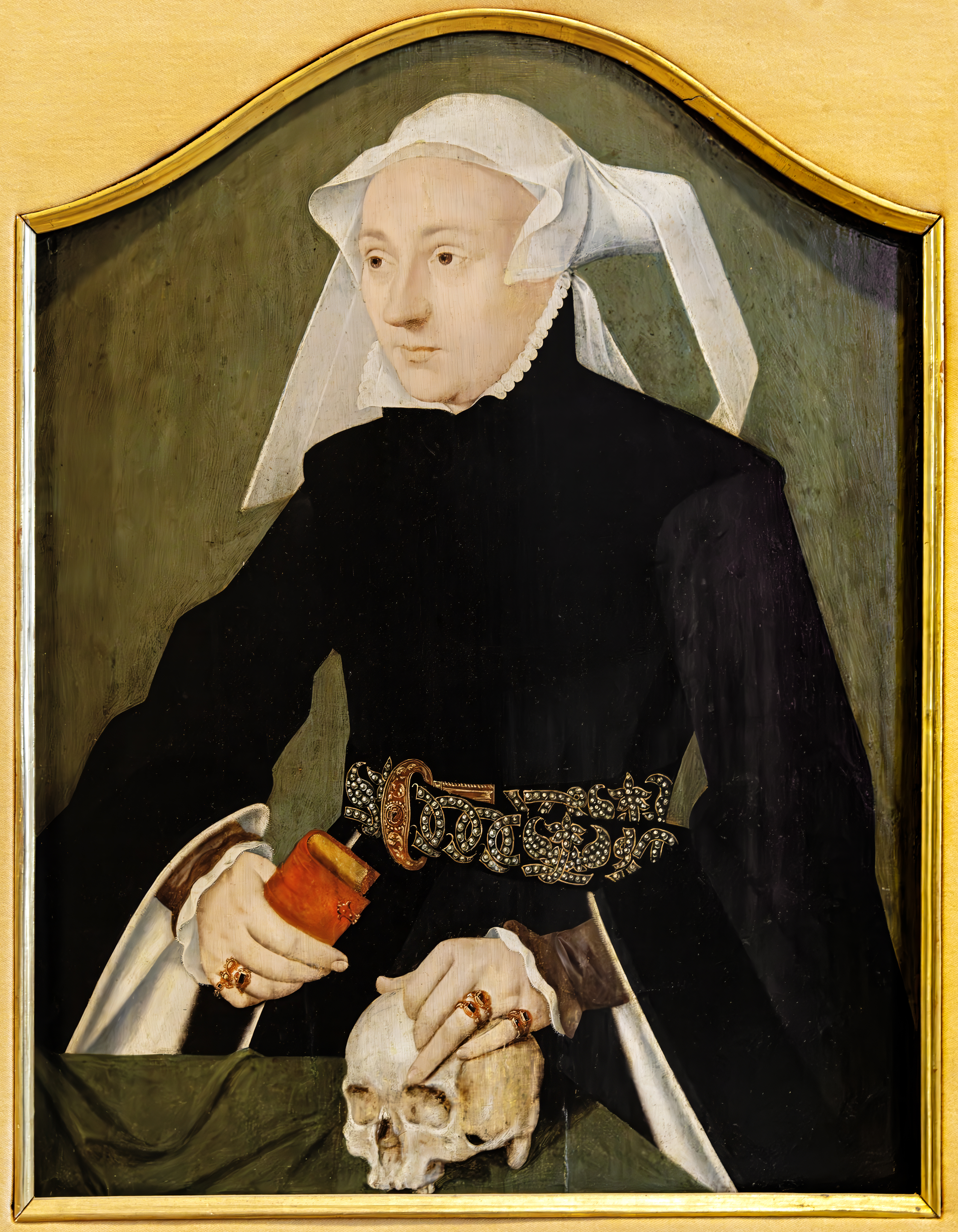
Portrait de femme avec crâne et livre, Musée Correr Venise